# Google Summer of Code

Logo del festival

Il Google Summer of Code (GSoC), in italiano traducibile con "estate del codice di Google", è un festival annuale, tenutosi per la prima volta da maggio ad agosto 2005, nel quale Google premia gli studenti che completano un progetto legato allo sviluppo di codice libero e open source durante l'estate. Gli studenti devono avere almeno 18 anni per poter partecipare.
L'evento prende il nome dal Summer of Love del 1967 e l'idea del GSoC venne direttamente dai fondatori di Google, Sergey Brin e Larry Page. Dal 2007 al 2009 Leslie Hawthorn, che è stata coinvolta nel progetto già nel 2006, ha ricoperto il ruolo di direttore del festival. Nel 2010 questo incarico è stato assegnato a Carol Smith.

## Panoramica
Gli studenti che rispettano i criteri di eleggibilità possono inviare moduli di domanda in cui espongono dettagliatamente il progetto di sviluppo di codice che vorrebbero svolgere. I moduli vengono poi valutati dalle organizzazioni di mentoring pertinenti, che devono nominare dei mentori per ognuna delle idee ricevute, se l'organizzazione è dell'opinione che il progetto potrebbe trarne beneficio. I mentori quindi valutano le richieste e decidono loro stessi quale proposta accettare, successivamente Google stabilisce il numero di progetti che le singole organizzazioni possono portare avanti e infine queste sono tenute a scegliere di conseguenza.
Nel caso in cui uno studente venisse scelto da più di un'organizzazione, Google ha il compito di mediare e di decidere a chi spetta. Le altre organizzazioni hanno la possibilità di selezionare nuove proposte oppure di lasciare che il proprio posto libero venga redistribuito.

## Storia

### 2005
Nel 2005 vennero inviate più di 8.740 proposte per i 200 posti disponibili per gli studenti. Per via della risposta travolgente, Google decise di ampliare i posti disponibili a 400 e questi parteciparono da 49 Paesi diversi.
Le organizzazioni di mentoring erano tenute a recensire e selezionare le proposte, quindi provvedere una guida per aiutare gli studenti a compiere il proprio progetto. Coloro che hanno completato la propria proposta soddisfacendo quanto richiesto dall'organizzazione responsabile hanno ricevuto 4500 dollari ed una maglietta del Google Summer of Code, mentre 500 dollari sono stati destinati alle organizzazioni.
L'80% dei progetti vennero completati con successo, sebbene la percentuale non fu omogenea per tutte le organizzazioni: ad esempio Ubuntu raggiunse solo il 64%, KDE il 67%. Diversi progetti vennero continuati anche dopo l'estate, nonostante il periodo del Google Summer of Code fosse terminato, e alcuni cambiarono direzione nel corso dello sviluppo.
Per questo primo festival, Google è stata criticata per non aver dedicato tempo sufficiente alle organizzazioni di software libero affinché queste potessero pianificare progetti. Nonostante queste critiche, vennero coinvolte 40 organizzazioni, tra cui FreeBSD, Apache, KDE, Ubuntu, Blender, Mozilla e Google stessa.
Secondo un post nel blog di Chris DiBona, responsabile del programma open source di Google, «circa il 30% degli studenti si sono bloccati con i loro gruppi finito il Summer of Code». Sempre in proposito lo sviluppatore di Mozilla Gervase Markham ha commentato dicendo che nessuno dei 10 progetti della sua fondazione è sopravvissuto una volta terminato l'evento.
Il budget di questa edizione fu di 2 milioni di dollari.

### 2006
Nel 2006 vennero inviate circa 6000 domande, meno dell'anno precedente poiché resero necessario possedere un Google Account per inviare le richieste e ciò ridusse la quantità di spam ricevuto. Google e la maggior parte dei mentori furono dell'opinione che le proposte erano di qualità molto maggiore rispetto a quelle del 2005. Il numero delle organizzazioni partecipanti fu più che raddoppiato, arrivando a quota 102: oltre a quelle che parteciparono nel 2005, si aggiunsero organizzazioni come Debian Foundation, GNU, Gentoo, Adium e PHP. Google decise di sponsorizzare 630 progetti, con studenti da 90 Paesi diversi e 1200 mentori.
Il termine per inviare domande fu esteso al 9 maggio 2006, ore 11:00 PDT. Nonostante i risultati sarebbero dovuti essere dichiarati per le 17.00 PDT, ci fu un considerabile ritardo nel pubblicarli poiché Google non si aspettava che tanti studenti fossero selezionati da più di una organizzazione: ebbero bisogno di diverse ore per risolvere le controversie. Le lettere di accettazione vennero inviate il 24 maggio, alle 3:13 PDT, ma vennero inviate anche ai 1.600 richiedenti che, di fatto, non furono accettati dal comitato del Google Summer of Code. Alle 3.38, Chris DiBona scrisse un messaggio di scusa nella mailing list ufficiale, dicendo: «siamo molto spiaciuti per questo. Se hai ricevuto due e-mail, una che dice che sei accettato e una che dice che non lo sei stato, questo vuol dire che lo sei stato.»
Google rilasciò una lista dei progetti accettati dal festival nel sito ufficiale del Summer of Code. Le proposte furono visibili al pubblico per poche ore, dopo le quali vennero tolte in risposta a proteste dei partecipanti al riguardo delle informazioni "sensibili e personali" che le loro domande contenevano. Google quindi risolse questi problemi permettendo ad ogni studente coinvolto nel festival di pubblicare un breve messaggio, pubblicamente visibile, al riguardo della loro proposta.
Il Google Summer of Code 2006 finì l'8 agosto 2006. Secondo Google, l'82% degli studenti ricevette una valutazione positiva.
Il budget di questa edizione fu di 3 milioni di dollari.

### 2007
Nel 2007 Google accettò più di 130 organizzazioni, per un totale di circa 1500 mentori, e 905 studenti da 90 Paesi diversi e da ogni continente, eccetto, naturalmente, l'Antartide.
Agli studenti venne permesso di inviare fino a 20 domande, Google ne ricevette circa 6.200. Per permettere a più studenti di partecipare, Google estese la scadenza per la domanda dal 24 marzo al 26 marzo. Il codice venne scritto dal 1º maggio all'8 settembre. L'81% dei progetti fu completato con successo.
Il budget di questa edizione fu di 4 milioni di dollari.

### 2008
Nel 2008 Google accettò 175 organizzazioni, per un totale di oltre 2500 mentori, in base a diversi criteri, tra cui il merito dei progetti, le idee su cui lavorare proposte agli studenti e l'abilità dei mentori nel garantire che gli studenti completino con successo i loro progetti. Vennero ricevute più di 7000 proposte, delle quali 1125 vennero accettate, con studenti da 98 Paesi diversi.
I risultati delle università furono annunciati l'8 maggio 2008 sul blog "Open Source at Google": l'Università di Moratuwa fu prima sia nella categoria relativa ai migliori candidati, sia in quella degli accettati.
Il codice venne scritto dal 26 maggio al 18 agosto. L'83% dei progetti fu completato con successo.
Il budget di questa edizione fu di 5 milioni di dollari.

### 2009
Nel 2009 Google fissò il numero di organizzazioni partecipanti a 150, per un totale di 1991 mentori, e quello di studenti a 1000.
Il codice venne scritto dal 23 maggio al 25 agosto. L'85% dei progetti fu completato con successo.
Il budget di questa edizione fu lo stesso di quella precedente: 5 milioni di dollari.

### 2010
Nel 2010, come nell'anno precedente, Google accettò 150 organizzazioni. Gli studenti ammessi furono 1026.
Il codice venne scritto dal 24 maggio al 16 agosto. L'89% dei progetti fu completato con successo.
Anche per questa edizione il budget fu di 5 milioni di dollari.

### 2011
Nel 2011 il numero di organizzazioni salì a 175, delle quali 48 non avevano mai partecipato al Google Summer of Code, e quello degli studenti a 1115, da 68 paesi diversi. Il 18.1% di essi aveva già partecipato ad edizioni precedenti del festival. I mentori furono 2096, da 55 paesi diversi.
Il codice venne scritto dal 23 maggio al 22 agosto.
Il budget di questa edizione fu di 7,2 milioni di dollari.